# Julia Lilley Osende
Julia Lilley Osende (15 de junio de 2001) es una deportista canadiense que compite en piragüismo en la modalidad de aguas tranquilas. Ganó dos medallas en el Campeonato Mundial de Piragüismo, en los años 2022 y 2023, ambas en la prueba de C4 500 m.

## Palmarés internacional
| Campeonato Mundial | Campeonato Mundial   | Campeonato Mundial | Campeonato Mundial |
| Año                | Lugar                | Medalla            | Competición        |
| ------------------ | -------------------- | ------------------ | ------------------ |
| 2022               | Halifax (Canadá)     | Medalla de oro     | C4 500 m           |
| 2023               | Duisburgo (Alemania) | Medalla de bronce  | C4 500 m           |